# Wierch-Suzun
Wierch-Suzun (ros. Верх-Сузун) – wieś (sieło) w Rosji, w obwodzie nowosybirskim, w rejonie suzuńskim. W 2010 liczyła 829 mieszkańców.